# Araeosoma belli
Araeosoma belli är en sjöborreart. Araeosoma belli ingår i släktet Araeosoma och familjen Echinothuriidae. Inga underarter finns listade i Catalogue of Life.